# Грізне (Запорізький район)
Грі́зне — село в Україні, у Вільнянській міській громаді Запорізького району Запорізької області. До 2020 орган місцевого самоврядування — Любимівська сільська рада.
Площа села — 81,4 га. Кількість дворів — 55, кількість населення на 01.01.2007 р. — 108 чол.

## Географія
Селом тече річка Вербова, права притока Вільнянки, вище за течією на відстані 2 км розташоване село Новогупалівка, нижче за течією на відстані 2 км розташоване село Новотроїцьке.
Село розташоване за 17 км від центру громади, за 36 км від обласного центра.
Найближча залізнична станція — Вільнянськ — знаходиться за 17 км від села.

## Історія
Село утворилось в 1922 р. на річці Вербовій.
В 1932-1933 селяни пережили сталінський геноцид.
З 24 серпня 1991 року село входить до складу незалежної України.
12 червня 2020 року, відповідно до Розпорядження Кабінету Міністрів України від № 713-р «Про визначення адміністративних центрів та затвердження територій територіальних громад Запорізької області», увійшло до складу Вільнянської міської громади.
19 липня 2020 року, в результаті адміністративно-територіальної реформи та ліквідації Вільнянського району, село увійшло до складу новоутвореного Запорізького району.